# Andrónico III Paleólogo
Andrónico III Paleólogo (em grego medieval: Ανδρόνικος Γ' Παλαιολόγος) foi imperador bizantino entre 1328 e 1341, depois de ter sido co-imperador a partir de 1321. Andrónico III era filho de Miguel IX e da princesa Rita da Arménia (rebaptizada Maria), filha do rei Leão III da Arménia, e neto do imperador sênior Andrónico II Paleólogo.

## Vida
Andrónico III foi elevado à dignidade imperial em associação com os seus pai e avô em 1313. O seu comportamento dissoluto (que incluía dívidas de jogo e romances) deu origem, se bem que inadvertidamente, ao assassinato do seu irmão mais novo Manuel Paleólogo em 1320 e apressou a morte do já doente Miguel IX. Por estes factos, o seu avô Andrónico II declarou-o afastado da sucessão ao trono imperial. Andrónico III revoltou-se em 1321, tendo sido apoiado pelo seu velho companheiro João Cantacuzeno, que viria a ser mais tarde o imperador João VI, e venceu o seu avô na guerra civil que se seguiu e que durou, embora com interrupções, até 1328. Na guerra civil, envolveram-se os vizinhos do império, destacadamente os Búlgaros. Em 1325, os dois Andrónicos reconciliaram-se temporariamente mas a guerra civil reacendeu-se pouco depois. Andrónico III conseguiu entrar triunfalmente em Constantinopla e obrigou o seu avô a abdicar do trono e a retirar-se para um mosteiro.
A verdadeira autoridade administrativa durante o reinado de Andrónico III foi exercida pelo seu grande doméstico João Cantacuzeno, enquanto o imperador passava o tempo ou a caçar ou na guerra. A aliança estabelecida com o seu cunhado Miguel III Asen da Bulgária contra Estêvão Uresis III da Sérvia não produziu quaisquer efeitos, uma vez que os sérvios derrotaram os búlgaros antes que estes conseguissem unir-se aos bizantinos na batalha de Velebusdo (Kyustendil) em 1330. A tentativa de Andrónico III de compensar este revés anexando a Trácia ocupada pelos búlgaros fracassou em 1331, quando o imperador foi derrotado pelo novo imperador búlgaro João Alexandre em Russocastro. A paz com a Bulgária foi obtida pelo preço de concessões territoriais e pelo casamento diplomáticos dos filhos dos dois imperadores.
Os anos seguintes assistiram ao desaparecimento do poderio bizantino na Ásia Menor, à medida que o bei Orcano I, que já derrotara Andrónico III na batalha de Pelecano em 1329, conquistou Niceia em 1331 e Nicomédia em 1337. Depois destas derrotas, só restavam Filadélfia e mais alguns pequenos portos sob a autoridade bizantina na Ásia. Anteriormente, Andrónico III conseguira recuperar a Fócida e as ilhas de Lesbos e de Quios de Benedito Zaccaria em 1329, mas estes êxitos de pouco serviram para conter o avanço dos Turcos.
Sob o reinado de Estêvão Uresis IV, a Sérvia expandira-se à custa do Império Bizantino para a Macedónia, conquistando Oocrida, Prilepo, Castória, Estrúmica e Voden, em 1334. Ainda assim, Andrónico III conseguiu conservar o controlo da Tessália em 1333 e do Epiro em 1337, aproveitando-se da sucessão de crises que afectaram estes principados.
Andrónico III reorganizou a marinha bizantina e reformou o sistema judicial criando um painel de quatro juízes universais. Analisado em retrospectiva, o seu reinado é entendido como tendo terminado antes de a situação do império se tornar insustentável perante o crescimento do Segundo Império Búlgaro. Apesar de diversos reveses nada despiciendos perante sérvios, búlgaros e otomanos, Andrónico III foi para Bizâncio um líder enérgico, cooperando com administradores competentes, e fez mais que qualquer dos seus antecessores para reinstaurar o domínio de Bizâncio na península helénica.
Andrónico III morreu aos 44 anos de idade em 1341 e foi sucedido pelo seu filho, João V Paleólogo.

## Família
Andrónico III casou-se, em primeiras núpcias, com Irene de Brunsvique (nascida Adelaide), em 1318. Tiveram um filho cuja identidade permanece desconhecida, embora se saiba que faleceu pouco depois do nascimento em 1321. Irene morreu em 1324.
Andrónico casou-se novamente em 1326 com Ana (nascida Giovana) de Saboia, filha do conde Amadeu V de Saboia e da sua segunda mulher Maria de Brabante. Tiveram vários filhos:
- Maria (rebatizada de "Irene") Paleóloga (1327 – pós 1356), que se casou com Miguel Asen IV da Bulgária que, por sua vez, era o primogênito de João Alexandre e de sua primeira esposa Teodora da Valáquia. Ele foi co-imperador com o pai até morrer antes dele nas Guerras búlgaro-otomanas.
- João V Paleólogo (18 de junho de 1332 – 16 de fevereiro de 1391).
- Miguel Paleólogo, déspota (1337 – antes de 1370). Membro da corte de Estêvão Uresis IV em 1351/1352.
- Irene (rebatizada de "Maria") (m. 6 de agosto de 1384), que se casou com Francisco I de Lesbos.